# Phyllachora paludicola
Phyllachora paludicola är en svampart som beskrevs av Kohlm. & Volkm.-Kohlm. 2003. Phyllachora paludicola ingår i släktet Phyllachora och familjen Phyllachoraceae.   Inga underarter finns listade i Catalogue of Life.